# 石見臨空ファクトリーパーク
石見臨空ファクトリーパーク（いわみりんくうファクトリーパーク）は、島根県益田市にある工業団地。

## 概要
島根県土地開発公社が事業主体となり、1997年に造成された工業団地である。石見空港から約7kmと近い平坦な丘陵地に立地している。電子部品や機械器具などの製造工場などが進出している。
高速道路網と繋がっていないなど物流面でのハンディを抱えており面積ベースでの分譲が約3分の1にとどまっている。

## 立地企業
- 石見機械 本社･本社工場
- 大見工業　島根益田工場
- きのこハウス
- キューサイファイーム島根 本社･工場
- コーリョー開発 島根工場
- サン電子工業 益田工場
- 島根中井工業 第3工場
- シマネ益田電子 本社･工場
- 伸和産業　臨空ファクトリー

## アクセス

### 空港
- 石見空港より車で約10分

### 鉄道
- JR益田駅より車で約15分。

### 高速道路
- 山陰自動車道石見三隅インターチェンジより車で約40分。
- 浜田自動車道浜田インターチェンジより車で約60分。
- 中国自動車道六日市インターチェンジより車で約60分。